# Poultney
Poultney är en kommun (town) i Rutland County i delstaten Vermont i USA. Vid folkräkningen år 2000 bodde 3 633 personer på orten. Den har enligt United States Census Bureau en area på totalt 116 km², varav 2,3 km² är vatten.

## Kända personer från Poultney
- Ralph Barton Perry, filosof